# Château de Saint-Pierre-des-Clars
Le château de Saint-Pierre-des-Clars est un édifice médiéval situé sur la commune de Montredon-des-Corbières, dans le département de l'Aude. Sa localisation et son organisation d'enceinte polygonale vide de tout bâtiment hormis une tour d'observation le cantonnent à un simple rôle de surveillance et de refuge pour les troupeaux.

## Situation

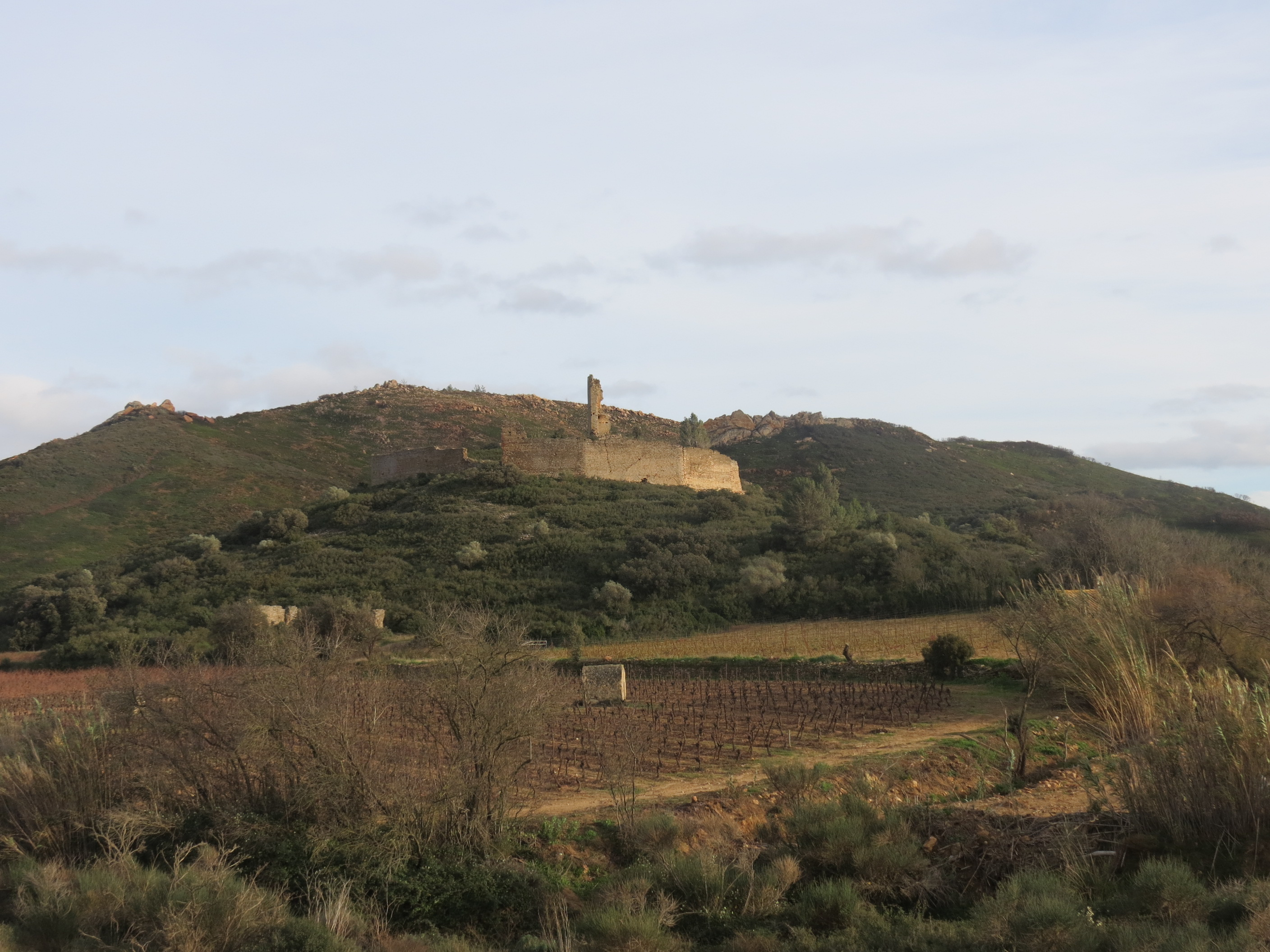
Environ immédiat du château.

L'édifice est situé au sommet d'une colline, entre 80 et 92 mètres de hauteur, à proximité de la départementale 613.

## Historique
La première mention d'une chapelle remonte à 978, le château aurait lui été construit vers le Xe siècle. Il est alors la propriété du vicomte de Narbonne. Les XIIe siècle et XIIIe siècle voient la construction de la tour d'observation. En 1475, la seigneurie dont dépend la forteresse est intégrée au domaine royal et en 1477, le roi Louis XI en fait don à son médecin Claude de Moulin qui la possède jusqu'en 1493.
En 1565, dans le cadre des Guerres de religion, la forteresse est démantelée à la demande de la ville de Narbonne qui craint pour sa sécurité.
Ruines du château et berges du Veyret sont inscrits au titre des sites naturels depuis 1943.

## Architecture
L'édifice est constitué d'une enceinte polygonale, presque circulaire, difficile à dater. Celle-ci intègre par endroits un parement en opus spicatum. Plusieurs ouvertures, semblables à des archères, sont visibles en partie haute.
La tour, à la construction plus soignée, est bâtie sur un plan carré. Les parties subsistantes sont quasiment dépourvues d'ouvertures. Elle est constituée d'un rez-de-chaussée d'où il est possible d’apercevoir le départ d'une voûte en plein cintre qui le couvrait. Le rez-de-chaussée communique avec le premier étage par une ouverture dans la voûte. Le premier étage, également voûté, s'ouvrait vers l'est par une porte.

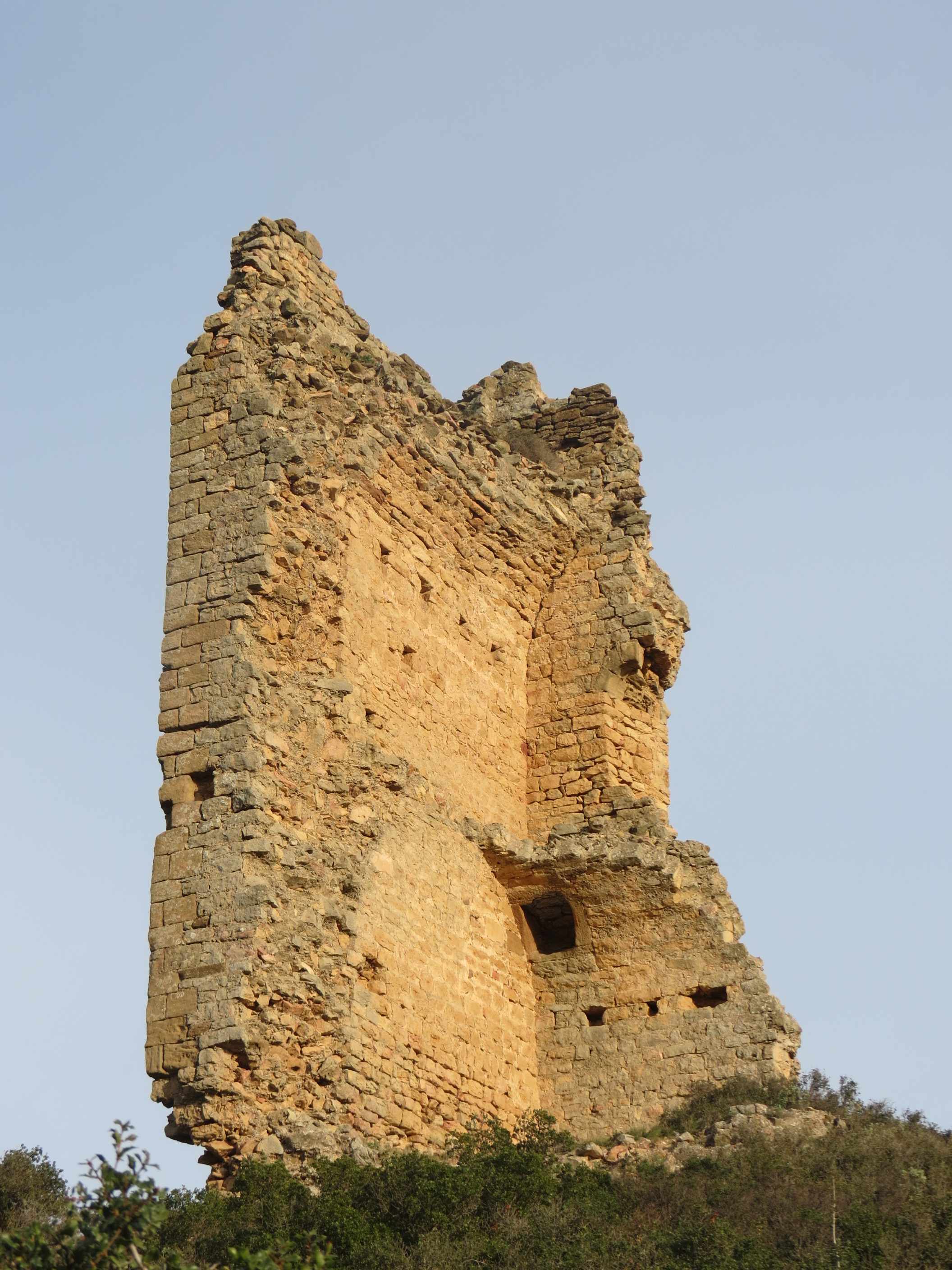
Vue de la tour depuis l'intérieur de l'enceinte.
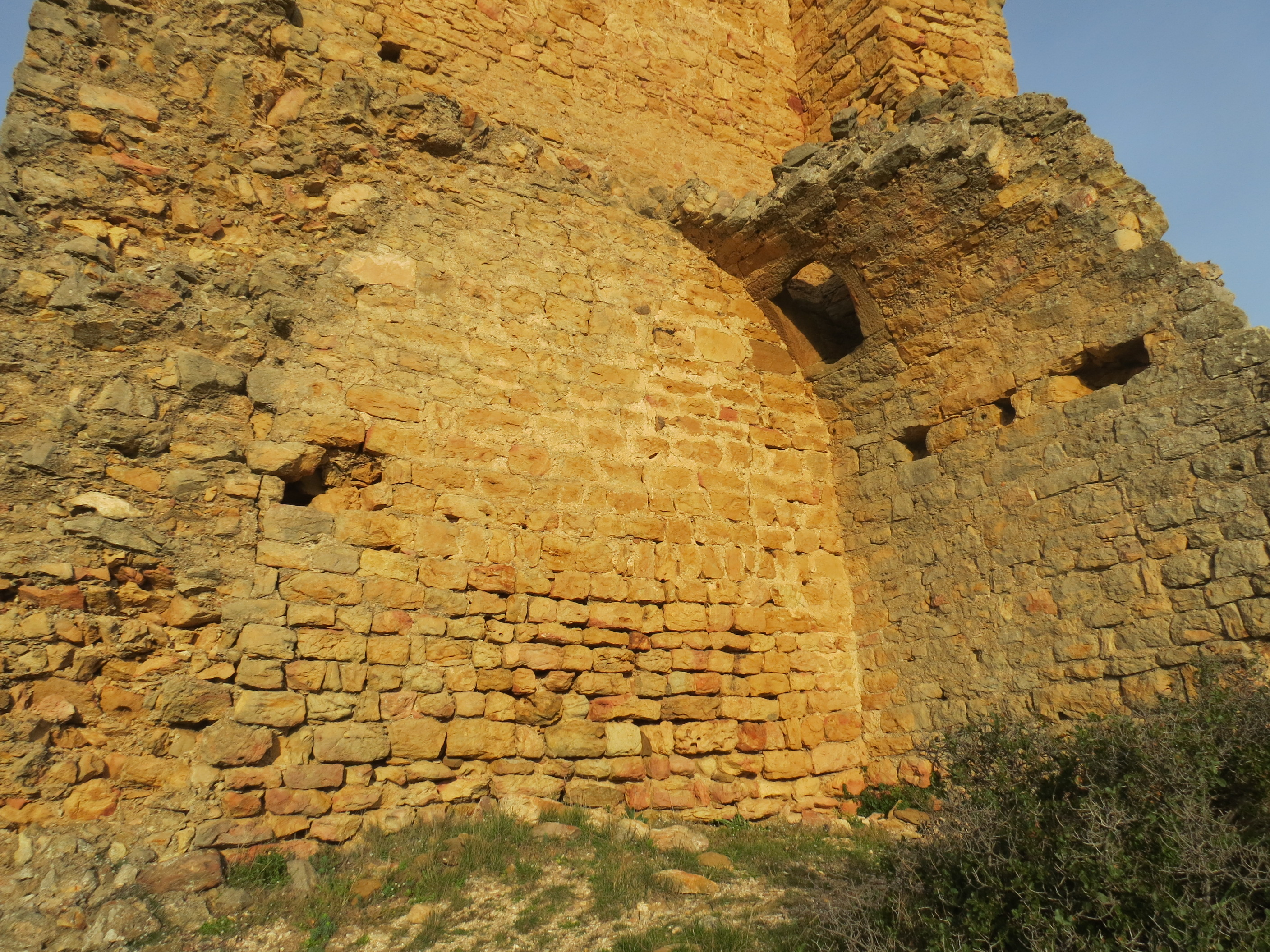
Vue du premier niveau de la tour.
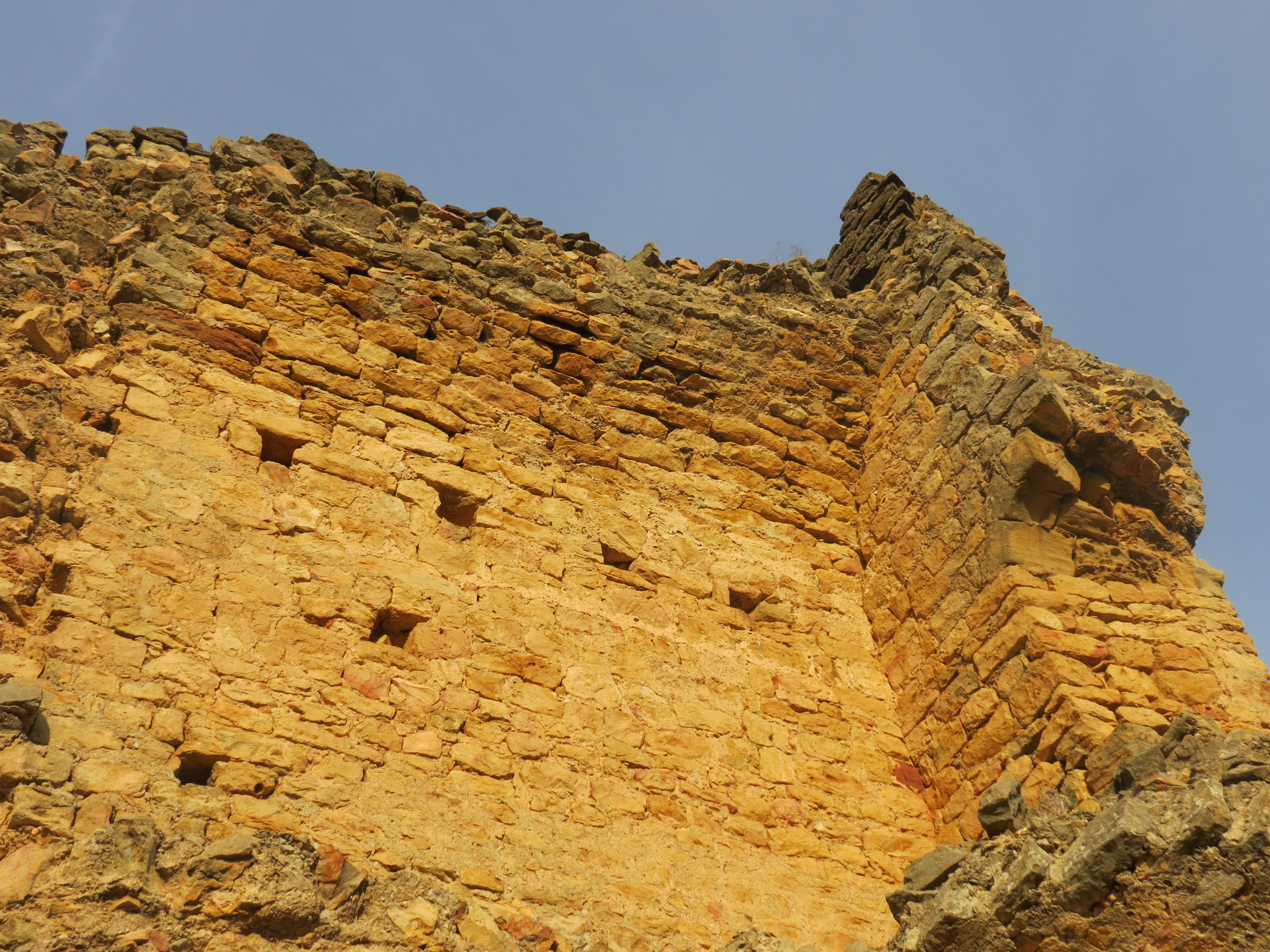
Vue du second niveau de la tour.
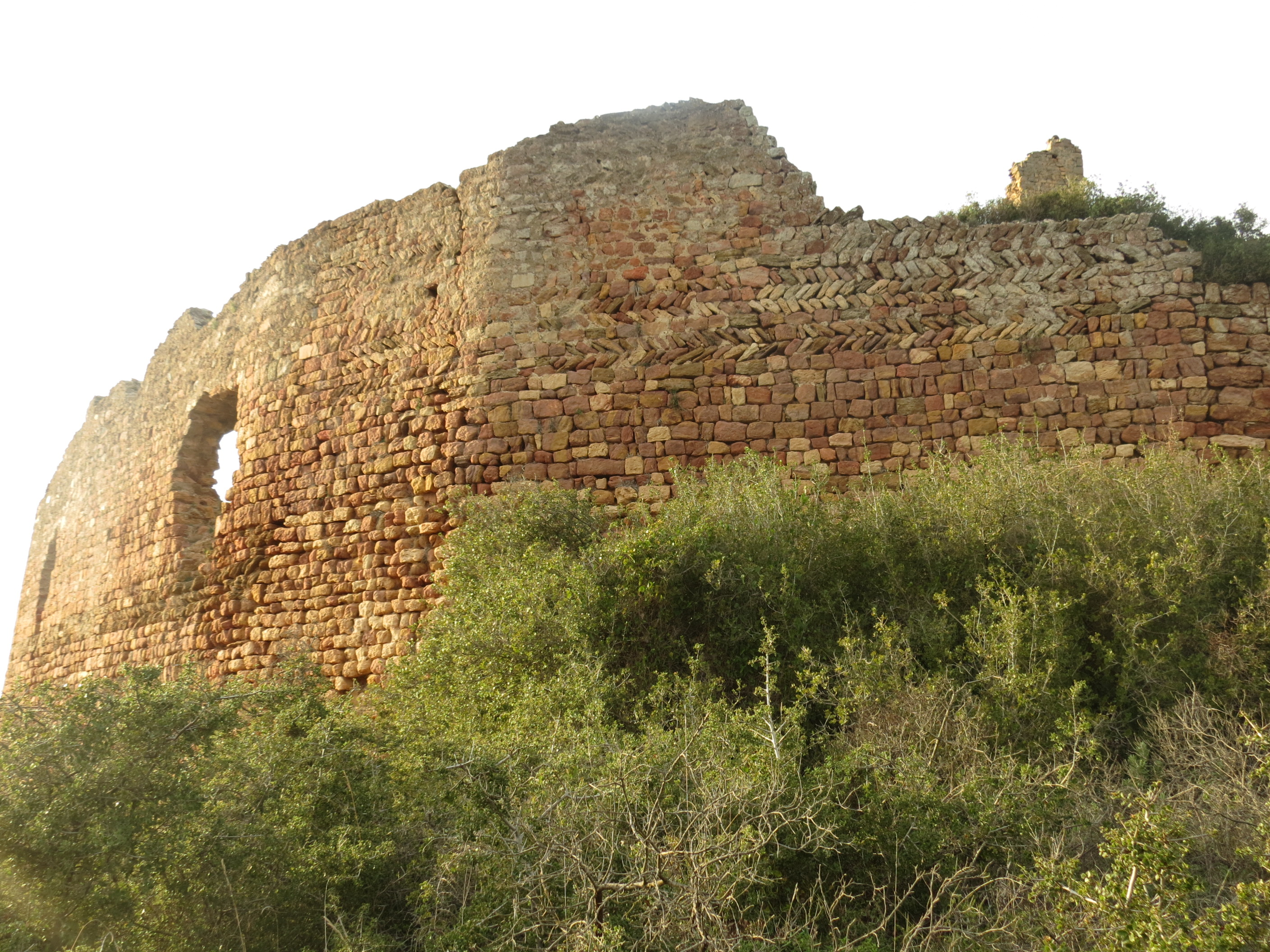
Détail de l'appareillage.
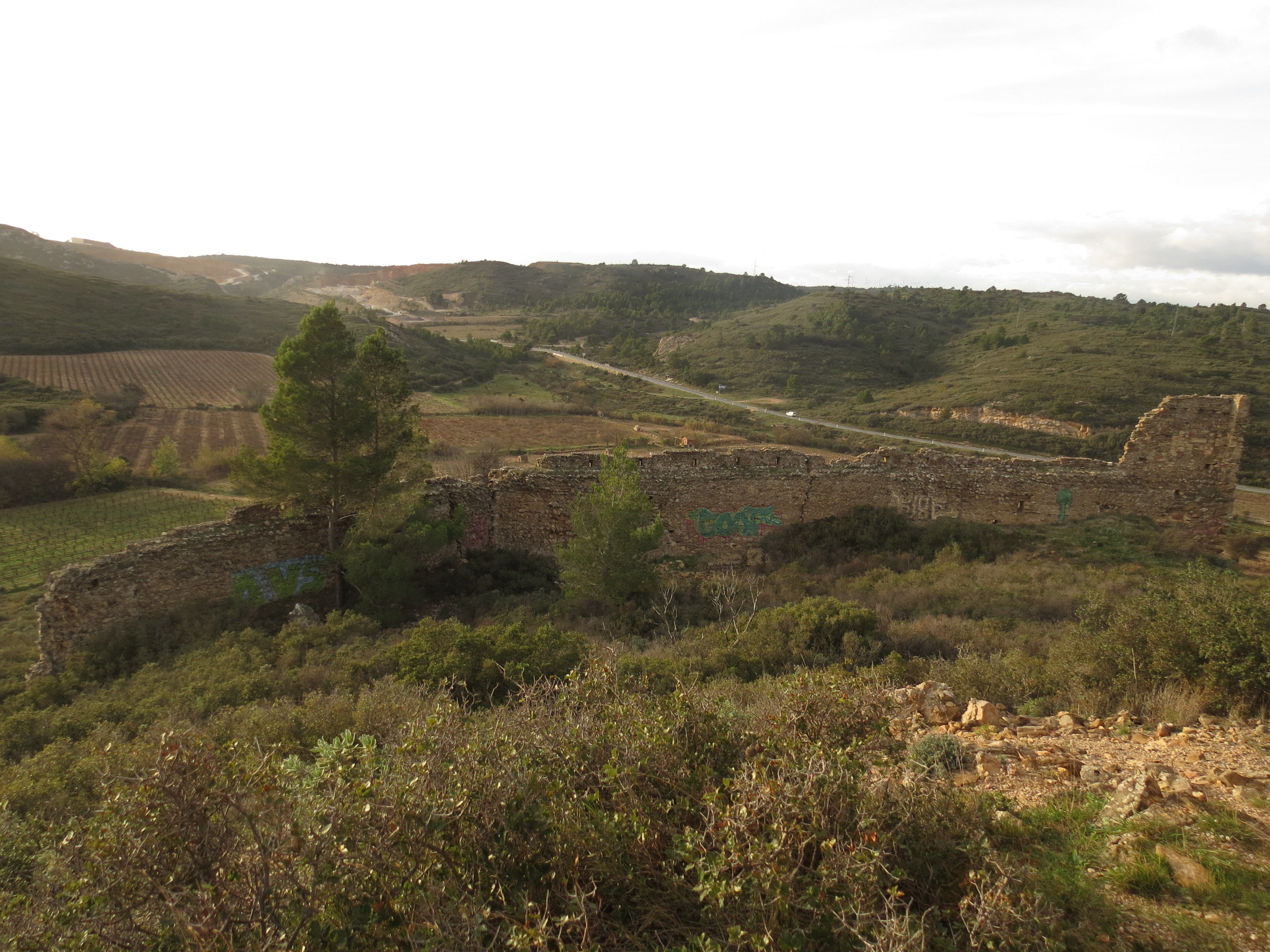
Vestige de l'enceinte surplombant la route.